# Памятники Макеевки
На территории Макеевки находится 107 памятников истории и культуры.

## Список памятников Макеевки
| Фото | Название                                                                       | Дата установки              | Авторы                                     | Расположение              |
| ---- | ------------------------------------------------------------------------------ | --------------------------- | ------------------------------------------ | ------------------------- |
|      | Памятник министру обороны России маршалу Игорю Сергееву.                       | Открыт 22 апреля 2008 года. |                                            |                           |
|      | Памятник Владимиру Грибиниченко.                                               | Открыт 16 июля 1972 года.   | Скульптор — Сергей Алексеевич Гонтарь.     |                           |
|      | Памятник воинам, погибшим в годы Великой Отечественной войны                   |                             |                                            |                           |
|      | Мемориал подвигу шахтеров Макеевки.                                            | Открыт в 2003 году.         | Скульптор — Виктор Фёдорович Пискун.       |                           |
|      | Памятник воинам интернационалистам погибшим в Афганистане в 1979—1989.         | Открыт в августе 2001 года. | Скульптор Виктор Фёдорович Пискун          |                           |
|      | Памятник Ефиму Славскому                                                       |                             |                                            |                           |
|      | «Вечный огонь» в центральном сквере Славы                                      |                             |                                            |                           |
|      | Памятник военнопленным                                                         |                             |                                            |                           |
|      | Памятник Григорию Капустину.                                                   | Открыт в 1983 году.         | Скульптор Ю. Седаль, архитектор В. Тишкин. |                           |
|      | Артиллерийская пушка ЗИС-3 в честь воинов 54-й гвардейской стрелковой дивизии. |                             | Иванов А. И.                               |                           |
|      | «Жертвам фашизма»                                                              |                             |                                            |                           |
|      | Танк СУ-100                                                                    |                             |                                            |                           |
|      | Танк ИС-3.                                                                     |                             |                                            |                           |
|      | Памятник В. И. Ленину.                                                         | Открыт в 1970 году.         | Автор — А. Лукин, скульптор — А. Полоник.  |                           |
|      | Памятник солдату                                                               |                             |                                            |                           |
|      | Памятник детям — подневольным донорам                                          |                             |                                            |                           |
|      | Памятник-братская могила семи неизвестным солдатам                             |                             |                                            |                           |
|      | Памятник чернобыльцам                                                          |                             |                                            |                           |
|      | Памятник жертвам фашизма                                                       | октябрь 1974 года           | Ясиненко, Николай Васильевич               | у входа в Пионерский парк |
|      | «Славьте Макеевку»                                                             |                             | Николай Загребной                          | на Советской площади      |